# Alan Martin (wioślarz)
Alan Martin (ur. 22 lipca 1981 w Limerick) – irlandzki  wioślarz.

## Osiągnięcia
- Mistrzostwa Świata – Gifu 2005 – czwórka bez sternika – 10. miejsce[1].
- Mistrzostwa Świata – Eton 2006 – czwórka bez sternika – 7. miejsce[1].
- Mistrzostwa Świata – Monachium 2007 – czwórka bez sternika – 10. miejsce[1].
- Mistrzostwa Świata – Linz 2008 – dwójka ze sternikiem – 12. miejsce[1].